# SEG Racing Academy

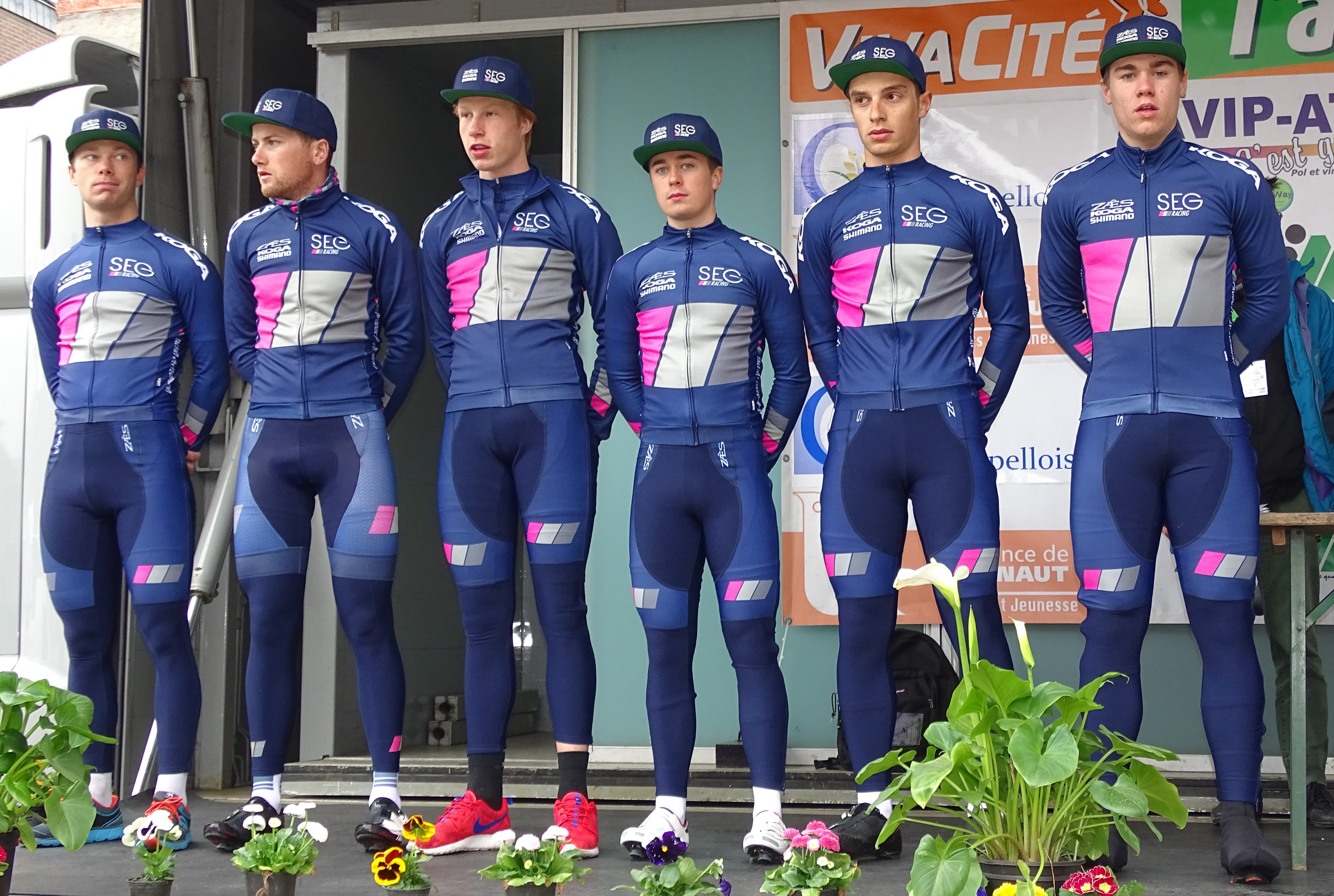

SEG Racing Academy war ein niederländisches Radsportteam mit Sitz in Amsterdam.
Die Mannschaft wurde 2015 gegründet und nahm als Continental Team an den UCI Continental Circuits teil. Manager war zunächst Eelco Berkhout, der von den Sportlichen Leitern Michiel Elijzen, Vasilis Anastopoulos, Neil Martin, Peter Schep und Ton Welling unterstützt wurde. Namensgeber war die  SEG Cycling agency, eine Sportagentur, die Radrennfahrer betreut. Zu den Sponsoren gehörten unter anderem der Radhersteller Koga und der Komponentenhersteller Shimano. Das Team war Mitglied des Mouvement Pour un Cyclisme Crédible.
Im Juli 2021 erklärte das Team, den Betrieb zum Abschluss der Saison einzustellen. Die Mannschaft hatte sich der Ausbildung von Radrennfahrern gewidmet. Aus ihr gingen u. a.  Fabio Jakobsen, Cees Bol, Ide Schelling, Jordi Meeus, David Dekker und  Edoardo Affini hervor.

## Saison 2021

### Erfolge in den UCI Continental Circuits
| Datum   | Rennen           | Kat. | Fahrer     |
| ------- | ---------------- | ---- | ---------- |
| 30. Mai | Coppa della Pace | 1.2U | Daan Hoole |

## Saison 2020

### Erfolge in den UCI Continental Circuits
| Datum         | Rennen                             | Kat. | Fahrer       |
| ------------- | ---------------------------------- | ---- | ------------ |
| 29. Februar   | Ster van Zwolle                    | 1.2  | David Dekker |
| 8. März       | Dorpenomloop Rucphen               | 1.2  | David Dekker |
| 7. August     | 2. Etappe Czech Cycling Tour       | 2.1  | Jordi Meeus  |
| 8. August     | 3. Etappe Czech Cycling Tour       | 2.1  | Jordi Meeus  |
| 3. September  | 6. Etappe Giro Ciclistico d’Italia | 2.2U | Jordi Meeus  |
| 17. September | 1. Etappe Ronde de l’Isard         | 2.2U | Wessel Krul  |

### Erfolge bei den Nationalen Straßen-Radsportmeisterschaften
In den Rennen zu den Nationalen Straßen-Radsportmeisterschaften 2020 gelangen die nachstehenden Erfolge.
| Datum       | Rennen                                        | Sieger      |
| ----------- | --------------------------------------------- | ----------- |
| 17. Oktober | Belgische Meisterschaft – Straßenrennen (U23) | Jordi Meeus |

## Saison 2019

### Erfolge in der UCI Europe Tour
In den Rennen der Saison 2019 der UCI Europe Tour gelangen die nachstehenden Erfolge.
| Datum      | Rennen                                       | Kat. | Fahrer          |
| ---------- | -------------------------------------------- | ---- | --------------- |
| 26. März   | 2. Etappe Tour de Normandie                  | 2.2  | Alberto Dainese |
| 29. März   | 5. Etappe Tour de Normandie                  | 2.2  | Barnabas Peak   |
| 5. April   | 1. Etappe Le Triptyque des Monts et Chateaux | 2.2U | Kaden Groves    |
| 7. April   | 3. Etappe Le Triptyque des Monts et Chateaux | 2.2U | Kaden Groves    |
| 12. April  | 1. Etappe Circuit des Ardennes               | 2.2  | Kaden Groves    |
| 14. April  | 4. Etappe Circuit des Ardennes               | 2.2  | Kaden Groves    |
| 26. April  | 2. Etappe Tour de Bretagne                   | 2.2  | Alberto Dainese |
| 27. April  | 3. Etappe Tour de Bretagne                   | 2.2  | Alberto Dainese |
| 30. April  | 6. Etappe Tour de Bretagne                   | 2.2  | Alberto Dainese |
| 23. Mai    | 1. Etappe Ronde de l’Isard                   | 2.2U | Kaden Groves    |
| 17. Juli   | 1. Etappe Giro della Valle d’Aosta           | 2.2U | Ide Schelling   |
| 17. August | 3. Etappe Czech Cycling Tour                 | 2.1  | Alberto Dainese |

### Erfolge bei den Nationalen Straßen-Radsportmeisterschaften
In den Rennen zu den Nationalen Straßen-Radsportmeisterschaften 2019 gelangen die nachstehenden Erfolge.
| Datum     | Rennen                                                 | Sieger               |
| --------- | ------------------------------------------------------ | -------------------- |
| 26. Juni  | Niederländische Meisterschaft – Einzelzeitfahren (U23) | Daan Hoole           |
| 2. August | Griechische Meisterschaft – Einzelzeitfahren (U23)     | Georgios Stavrakakis |

## Saison 2018

### Erfolge in der UCI Europe Tour
In den Rennen der Saison 2018 der UCI Europe Tour gelangen die nachstehenden Erfolge.
| Datum         | Rennen                             | Kat. | Fahrer              |
| ------------- | ---------------------------------- | ---- | ------------------- |
| 23. März      | 5. Etappe Tour de Normandie        | 2.2  | Julius van den Berg |
| 29. April     | 5. Etappe Tour de Bretagne         | 2.2  | Cees Bol            |
| 30. April     | 6. Etappe Tour de Bretagne         | 2.2  | Julius van den Berg |
| 6. Mai        | Flèche Ardennaise                  | 1.2  | Cees Bol            |
| 13. Mai       | Ronde van Noord-Holland            | 1.2  | Julius van den Berg |
| 17. Mai       | 1. Etappe Ronde de l’Isard         | 2.2U | Stephen Williams    |
| 18. Mai       | 2. Etappe Ronde de l’Isard         | 2.2U | Stephen Williams    |
| 17.–20. Mai   | Gesamtwertung Ronde de l’Isard     | 2.2U | Stephen Williams    |
| 7. Juni       | Prolog Giro Ciclistico d’Italia    | 2.2U | Edoardo Affini      |
| 10. Juni      | Midden-Brabant Poort Omloop        | 1.2  | Julius van den Berg |
| 14. Juni      | 7. Etappe Giro Ciclistico d’Italia | 2.2U | Stephen Williams    |
| 15. September | 5a. Etappe Olympia’s Tour          | 2.2U | Marten Kooistra     |
| 23. September | Gooikse Pijl                       | 1.1  | Jordi Meeus         |
| 7. Oktober    | Paris-Tours (U23)                  | 1.2U | Marten Kooistra     |

### Erfolge bei den Nationalen Straßen-Radsportmeisterschaften
In den Rennen zu den Nationalen Straßen-Radsportmeisterschaften 2018 gelangen die nachstehenden Erfolge.
| Datum    | Rennen                                              | Sieger              |
| -------- | --------------------------------------------------- | ------------------- |
| 23. Juni | Italienische Meisterschaft – Straßenrennen (U23)    | Edoardo Affini      |
| 30. Juni | Niederländische Meisterschaft – Straßenrennen (U23) | Julius van den Berg |
| 6. Juli  | Italienische Meisterschaft – Einzelzeitfahren (U23) | Edoardo Affini      |

## Saison 2017

### Erfolge in der UCI Europe Tour
In den Rennen der Saison 2017 der UCI Europe Tour gelangen die nachstehenden Erfolge.
| Datum        | Rennen                      | Kat. | Fahrer         |
| ------------ | --------------------------- | ---- | -------------- |
| 21. März     | 2. Etappe Tour de Normandie | 2.2  | Fabio Jakobsen |
| 1. Mai       | Eschborn–Frankfurt (U23)    | 1.2U | Fabio Jakobsen |
| 14. Mai      | Ronde van Noord-Holland     | 1.2  | Fabio Jakobsen |
| 30. Juli     | 4. Etappe Tour Alsace       | 2.2  | Fabio Jakobsen |
| 7. September | 3. Etappe Olympia’s Tour    | 2.2U | Fabio Jakobsen |
| 8. September | 4. Etappe Olympia’s Tour    | 2.2U | Fabio Jakobsen |

### Erfolge bei den Nationalen Straßen-Radsportmeisterschaften
In den Rennen zu den Nationalen Straßen-Radsportmeisterschaften 2017 gelangen die nachstehenden Erfolge.
| Datum    | Rennen                                                 | Sieger              |
| -------- | ------------------------------------------------------ | ------------------- |
| 21. Juni | Niederländische Meisterschaft – Einzelzeitfahren (U23) | Julius van den Berg |
| 24. Juni | Niederländische Meisterschaft – Straßenrennen (U23)    | Fabio Jakobsen      |

### Mannschaft
| Teamkader 2017                            | Teamkader 2017    | Teamkader 2017         | Teamkader 2017                   |
| Name                                      | Geburtsdatum      | Land                   | Vorheriges Team                  |
| ----------------------------------------- | ----------------- | ---------------------- | -------------------------------- |
| Edoardo Affini                            | 24. Juni 1996     | Italien                | Selle Italia-Cieffe-Ursus (2016) |
| Cees Bol                                  | 27. Juli 1995     | Niederlande            | Rabobank Development (2016)      |
| Gabriel Cullaigh                          | 8. April 1996     | Vereinigtes Königreich | 100% me (2016)                   |
| Martijn de Jong                           | 24. Mai 1995      | Niederlande            |                                  |
| Hartthijs de Vries                        | 11. Juli 1996     | Niederlande            | Rabobank Development (2016)      |
| Lucas Eriksson                            | 10. April 1996    | Schweden               | Tre Berg-Bianchi (2016)          |
| Henrik Evensen                            | 17. November 1994 | Norwegen               | Frøy Bianchi (2015)              |
| Fabio Jakobsen                            | 31. August 1996   | Niederlande            | GRC Jan van Arckel (2014)        |
| Adriaan Janssen (1. Jan.–31. Jul.)        | 12. Dezember 1995 | Niederlande            | Jo Piels (2016)                  |
| Marten Kooistra                           | 18. Oktober 1997  | Niederlande            | UWTC De Volharding (2015)        |
| Peter Lenderink                           | 11. Februar 1996  | Niederlande            | Rabobank Development (2016)      |
| Jan Maas                                  | 19. Februar 1996  | Niederlande            | Rabobank Development (2016)      |
| Alex Peters (1. Jan.–31. Jul.)            | 31. März 1994     | Vereinigtes Königreich | Team Sky (2016)                  |
| Ide Schelling                             | 6. Februar 1998   | Niederlande            |                                  |
| Julius van den Berg                       | 23. Oktober 1996  | Niederlande            | WV Viking-Waterland (2014)       |
| Stephen Williams                          | 9. Juni 1996      | Vereinigtes Königreich | JLT Condor (2016)                |
| Jordi Meeus (1. Aug.–31. Dez., Stagiaire) | 1. Juli 1998      | Belgien                | Acrog-Balen BC (2017)            |
|                                           |                   |                        |                                  |
| Quellen: ProCyclingStats Cycling Quotient |                   |                        |                                  |

## Platzierungen in UCI-Ranglisten
UCI Asia Tour
| Saison | Mannschaftswertung | Fahrerwertung         |
| ------ | ------------------ | --------------------- |
| 2015   | 70.                | Sea Keong Loh (214.)  |
| 2016   | 78.                | Fabio Jakobsen (330.) |

UCI Europe Tour
| Saison | Mannschaftswertung | Fahrerwertung            |
| ------ | ------------------ | ------------------------ |
| 2015   | 47.                | Steven Lammertink (170.) |
| 2016   | 72.                | Nick Schultz (606.)      |
| 2017   | 52.                | Fabio Jakobsen (152.)    |
| 2018   | 16.                | Cees Bol (53.)           |
| 2019   | 27.                | Alberto Dainese (143.)   |
| 2020   | 25.                | Jordi Meeus (118.)       |
| 2021   | 33.                | Daan Hoole (297.)        |